# Attilio Fiascaini
Attilio Fiascaini (Prato, 19 aprile 1778 – Firenze, 25 novembre 1860) è stato un vescovo cattolico italiano.

## Biografia
Nacque a Prato il 19 aprile 1778, primogenito di Nicola, funzionario della corte granducale, e di Teresa di Francesco Valentini. Il padre avrebbe voluto avviarlo alla carriera di avvocato, vista la laurea in utroque iure, conseguita il 26 maggio 1798, ma Fiascaini decise di seguire la sua vocazione ecclesiastica. Nel 1799 fu nominato suddiacono e studiò teologia e greco sotto la guida di Michelangelo Luchi e Agostino da Rabatta.
La regina Maria Luisa di Borbone-Spagna lo nominò rettore del Collegio Francesco Cicognini nell'agosto del 1807, assumendo anche la carica di docente diritto canonico e civile. Lasciò entrambe le cariche il 31 ottobre 1813 a causa di faide interne e della sua fedeltà al governo toscano, in contrasto con la dominazione francese. Nel 1828 fu nominato canonico, esaminatore prosinodale e vicario generale dell'arcidiocesi di Firenze da mons. Ferdinando Minucci.
Nominato vescovo da papa Gregorio XVI il 19 dicembre 1834, fu consacrato a Roma dal cardinale Carlo Odescalchi il 28 dicembre, assistito dagli arcivescovi Costantino Patrizi Naro e Domenico Genovesi. Il 30 gennaio 1843, dopo essere stato nominato assistente al Soglio Pontificio, venne trasferito alla diocesi di Arezzo, vacante da cinque anni.
Per problemi di salute gli fu concesso di ritirarsi a Firenze, mantenendo comunque la carica, dove morì a 82 anni il 25 novembre 1860.

## Opere
- Vittorio Del Corona (a cura di), Discorsi sacri di monsignore Attilio Fiascaini vescovo di Arezzo, Firenze, 1861.

## Genealogia episcopale
La genealogia episcopale è:
- Cardinale Scipione Rebiba
- Cardinale Giulio Antonio Santori
- Cardinale Girolamo Bernerio, O.P.
- Arcivescovo Galeazzo Sanvitale
- Cardinale Ludovico Ludovisi
- Cardinale Luigi Caetani
- Cardinale Ulderico Carpegna
- Cardinale Paluzzo Paluzzi Altieri degli Albertoni
- Papa Benedetto XIII
- Papa Benedetto XIV
- Papa Clemente XIII
- Cardinale Marcantonio Colonna
- Cardinale Giacinto Sigismondo Gerdil, B.
- Cardinale Giulio Maria della Somaglia
- Cardinale Carlo Odescalchi, S.I.
- Vescovo Attilio Fiascaini